# Mei Finegold
Mei Finegold (hebreiska: מיי פיינגולד), född Meital Slonimsky 16 december 1982 i Rishon LeZion, är en israelisk sångerska.
Mei Finegold blev känd 2009 genom sitt deltagande i talangtävlingen Kokhav Nolad 7, den israeliska motsvarigheten till Idols. Hon uppnådde där en 3:e plats.
Finegold utsågs internt av det israeliska public-servicebolaget Rashùt Ha-Shidúr att representera Israel i Eurovision Song Contest 2014. I den israeliska uttagningen framförde hon tre låtar; Same Heart, Nisheret iti och Be Proud. Genom sms-röstning utsågs Same Heart till den låt som Finegold skulle framföra i Eurovision Song Contest. Hon uppträdde i den andra semifinalen, men lyckades inte kvalificera sig till final.

## Diskografi
- Same Heart (2014)